# Antoní Massaguer i Mas
Antoní Massaguer i Mas (Berga, Berguedà, 1947 - 28 de novembre de 2000) fou un militant independentista català. L'octubre de 1980 fou detingut per la policia espanyola juntament amb Xavier Barberà, Joan Casas, Concepció Duran, Ferran Jabardo, Rosa Naval, Abel Rebollo, Ramon Subirats, Dolors Tubau i Maria Tubau, acusat de pertànyer a EPOCA. El 15 de gener de 1982 fou condemnat a 36 anys de presó acusat de l'atemptat contra Josep Maria Bultó, de pertànyer a EPOCA i per emmagatzemar armament. Fou enviat a complir la sentència a la presó de Lleida-2.
El 1983 els seus advocats i els de Xavier Barberà i Ferran Jabardo van recórrer la sentència al Tribunal Constitucional d'Espanya. El 1984, la Comissió Europea dels Drets Humans admet la demanda feta al seu tribunal per Barberà, Massaguer i Jabardo. El 16 d'octubre de 1986, la Comissió Europea va donar avís a Espanya per possible existència de la violació dels drets humans. Davant la negativa del govern espanyol, la Comissió el 23 de setembre va dictar per unanimitat que s'havia violat l'article 6.1 de la Convenció Europea, i invitava Espanya a reparar la violació.
El 1988, la nova oposició del govern espanyol, va obligar a presentar una denúncia davant del Tribunal Europeu, sentenciant el 6 de desembre, que l'Estat havia violat l'article 6.1 en el judici i en els recursos. Finalment el 29 de juny de 1989 l'Audiència Nacional dicta ordre de llibertat, reduïda 15 dies després a llibertat provisional. Un cop en llibertat, continuà la seva militància independentista i el 1993 formà part de l'Assemblea Unitària per l'Autodeterminació.
Diumenge 4 de setembre de 2011 mig miler de persones van omplir el Teatre Municipal de Berga per homenatjar-lo. L'acte fou organitzat pel Casal Panxo i Maulets i també s'hi va projectar per primer cop el documental basat en la seva figura titulat Antoní Massaguer. Anar-hi, anar-hi i anar-hi.

## Documental

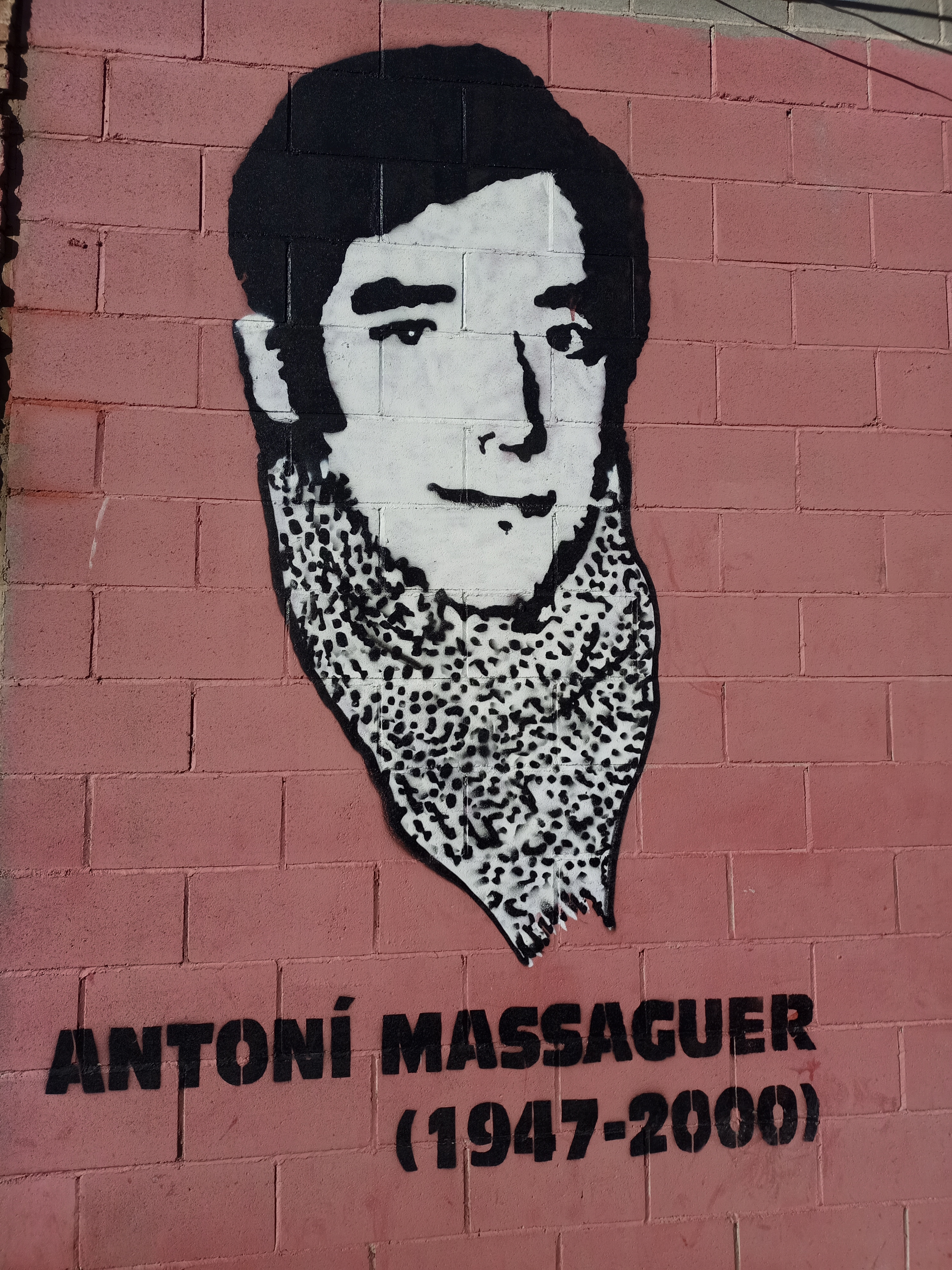
Mural en homenatge a Antoní Massaguer i Mas a la Ronda Moreta de Berga

"Antoní Massaguer: Anar-hi, anar-hi i anar-hi" és un documental que repassa la trajectòria d'aquest activista berguedà, condemnat el 1982 a 36 anys de presó per la mort de l'empresari José María Bultó i alliberat després arran de la decisió del Tribunal de Drets Humans d'Estrasburg de condemnar la justícia espanyola per haver fet un procés sense garanties. El format d'eDocumental permet, mentre es visualitza el documental, accedir a informacions i enllaços de la xarxa que en retroalimenten permanentment el contingut.
Aquest projecte està elaborat per la secció de la ‘Productora Nativa’, integrada per diversos professionals berguedans del món de la comunicació. Aquest document repassa la trajectòria d'Antoní Massaguer, activista berguedà empresonat a principis dels anys vuitanta arran de la mort de l'empresari José María Bultó, el 1977. El seu cas es va convertir en la primera condemna per part del Tribunal d'Estrasburg a la justícia espanyola, pel fet d'haver tirat endavant un procés sense garanties per als acusats. Els tribunals de l'estat espanyol es van basar en la declaració davant la policia d'un dels fundadors d'EPOCA, Jaume Martínez Vendrell, en què descrivia la pertinença a aquesta organització d'Antoní Massaguer. D'aquesta pertinença i de les conjectures que va fer la policia espanyola, se’n va desprendre la condemna a Massaguer i altres detinguts, sense que hi haguessin proves que l'incriminessin en la mort.

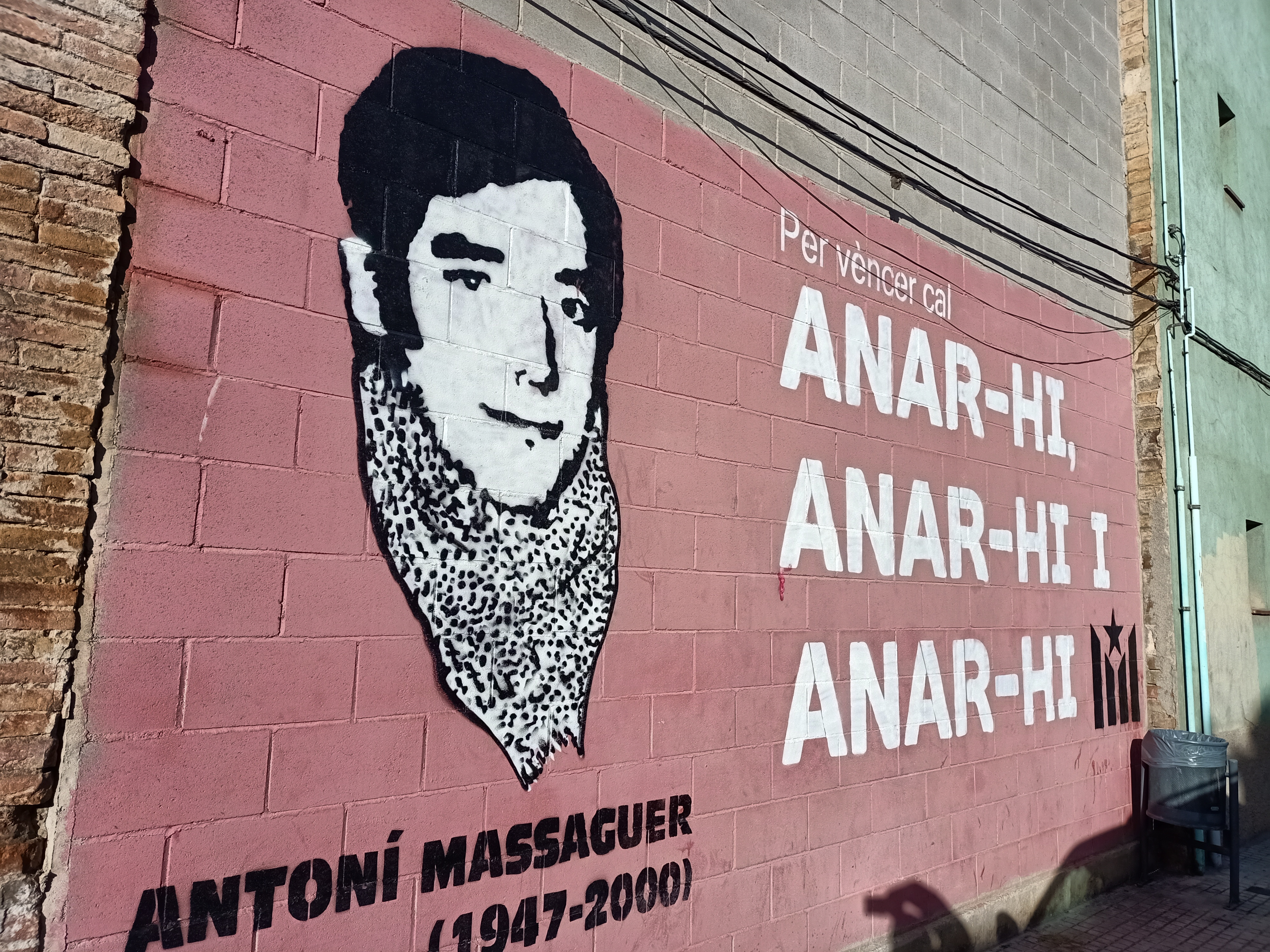

En aquest documental, d'altra banda, es descriu el naixement de l'independentisme català modern, a finals dels anys setanta. En un escenari en què cap partit polític amb representació parlamentària apostava per aquesta opció política, diverses organitzacions com la que integrava Antoní Massaguer, l'Exèrcit Popular Català treballaven per anar més enllà del marc autonòmic. L'independentisme es va impulsar a través d'aquesta tasca i l'antirepressiva, la de defensa dels represaliats, que s'exercia des dels Comitès de Solidaritat amb els Patriotes Catalans. Més endavant, i un cop Esquerra Republicana de Catalunya (ERC) va assumir l'independentisme com a objectiu, Massaguer i altres activistes es van integrar en aquest partit. L'activista berguedà va integrar la llista d'ERC a les eleccions municipals de Berga, la seva ciutat natal, l'any 1999. Altres, van optar per altres camins que han desembocat, entre d'altres, en la Candidatura d'Unitat Popular (CUP).
El documental agafa el títol de la frase que Massaguer va popularitzar entre el món independentista: “Per vèncer cal anar-hi, anar-hi i anar-hi’. Es tracta d'un lema que l'activista va adaptar després d'haver-lo sentit repetidament a un entrenador del Club d'Handbol Berga. El relat compta amb els testimonis de Mossèn Josep Maria Ballarín, Xavier Barberà, Carles Castellanos, Carles Benítez, Josep Maria Cervelló, Simeó Miquel i Jordi i Laia Massaguer. El format d'eDocumental permet associar informacions, localitzacions i enllaços web al relat i retroalimentar-lo amb altres fonts permanentment.